# 히라노교 (오사카시)

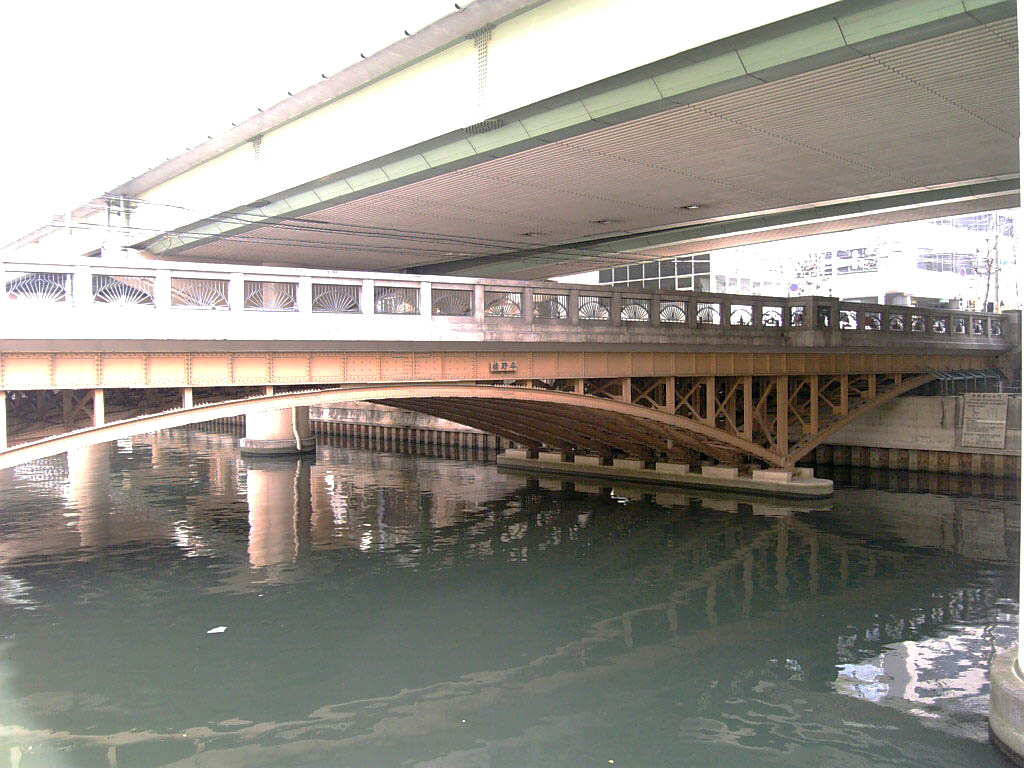

히라노 교(平野橋)는 오사카시 주오구의 히가시요코보리 강에 걸쳐있는 오사카 시 도로 히라노 정 교 정 지선의 다리이다.

## 개요, 역사
오사카성 축성 당시, 히가시요코보리 강이 개착될 된 후에 지어졌다고 한다. 에도 시대에는, 히라노 교 주변 일대 동쪽에는 신메이 신사, 서쪽에는 고료 신사가 있어서 몬젠 마을(門前町)로써 번창하였다.
오시오 헤이하치로는 난을 일으킬 때, 센바 거상의 저택을 파괴하여, 불을 질러 오사카 성 방면으로 향했을 때 히라노 교를 건넌 후, 동쪽의 우치히라노 마을에서 부교소의 병사를 상대로 전사했다고 한다.
첫 가교 이래, 목조의 규모는 다리 길이 약62m, 폭 약4.1m이며 1898년에 철교로 다시 지어질 때에도 거의 같은 규모였다.
현재의 히라노 교는 1935년에 제1차 도시 계획 사업에 바탕으로 놓인 것이다. 상로식 랜거형식으로 당시 세계 최초라고도 불리었다. 현재에 와서도 특이한 부류에 속한다.
- 다리 길이：62.5m
- 폭：11m
- 형식：강철 아치（상로 3경간 역 연속 랜거 형）
- 완성：1935년

## 교통
- 오사카 시 교통국 버스　‘우치히라노 마을’ 버스 정류장